# Averil Cameron
Pour les articles homonymes, voir Cameron.
Averil Millicent Cameron (née le 8 février 1940 à Leek) est une historienne britannique. Spécialiste de l'Empire byzantin, elle est professeure émérite du Keble College de l'université d'Oxford.

## Biographie
Averil Millicent Cameron naît en 1940 à Leek, dans le Staffordshire, dans une famille anglicane de la working class. Elle fait ses études secondaires dans une grammar school locale puis obtient une bourse d'études au Somerville College d'Oxford où elle suit les cours de Literae Humaniores de 1958 à 1962. Elle obtient une bourse d'études doctorales à l'université de Glasgow, puis soutient sa thèse à l'université de Londres, sous la direction d'Arnaldo Momigliano en 1966. Elle est lectrice assistante au King's College de Londres, puis enseignante invitée à Columbia en 1967-1968.
Elle est professeure d'histoire anciene de 1978 à 1989, puis professeure d'Antiquité tardive et d'histoire de l'Empire byzantin de 1989 à 1994 au King's College de Londres. En 1994, elle est nommée Warden, c'est-à-dire principale, du Keble College à Oxford, fonction qu'elle occupe jusqu'à son départ à la retraite en 2010.
Elle enseigne l'Antiquité tardive et l'histoire de l'Empire byzantin à l'université d'Oxford,.

## Activités institutionnelles
- présidente (1999-2005) de la Cathedrals Fabric Commission for England (chargée de superviser les travaux de rénovations et de réfections des cathédrales anglaises)[6]
- présidente du conseil consultatif de l'Institute of Classical Studies (en) (études sur la période classique)
- vice-présidente de la Society for the Promotion of Roman Studies (en) (promotion des études sur la période romaine)
- présidente  de l'Ecclesiastical History Society
- présidente du conseil pour la British Archaeology in the Levant (archéologie au Proche-Orient)
- présidente (depuis 2009) de la Fédération internationale des associations d'études classiques
- présidente (jusqu'en 2005) de la Prosopography of the Byzantine World (en) (création d'une prosopographie de l'Empire byzantin)[4]

## Publications
- (en) Agathias, Clarendon Press, 1970 (ISBN 0-19-814352-4)
- (en) Procopius and the Sixth Century, Duckworth, 1985
- (en) Christianity and the Rhetoric of Empire: The Development of Christian Discourse, University of California Press, 1991 (ISBN 0-520-07160-3)
- (en) The Later Roman Empire, AD 284-430, Fontana, 1993 (ISBN 0-00-686172-5)
- (en) The Mediterranean World in Late Antiquity, AD 395-600, Routledge, 1993 (ISBN 0-415-01420-4)
- (en) (avec Amélie Kuhrt) Images of Women in Antiquity, édition révisée, Routledge, 1993 (ISBN 0-415-09095-4)
- (en) The Cambridge Ancient History :
  - Vol. 12 : The Crisis of Empire, AD 193-337, Cambridge University Press, 2005 (ISBN 0-521-30199-8) (2e édition avec Alan K. Bowman et Peter Garnsey)
  - Vol. 13 (avec Peter Garnsey) : The Late Empire, AD 337-425, Cambridge University Press, 1998 (ISBN 0-521-30200-5)
  - Vol. 14 (avec Bryan Ward-Perkins et Michael Whitby) : Late Antiquity: Empires and Successors, AD 425-600, Cambridge University Press, 2000 (ISBN 0-521-32591-9)
- (en) The Byzantines, Blackwell, 2006 (ISBN 0-631-20262-5)
- (en) Dialoguing in Late Antiquity, Harvard University Press, 2014

## Distinctions
- Doctorat honoris causa en lettres des universités de Warwick[7], St Andrews[8], Aberdeen et Queen's de Belfast[9].
- Membre de la Society of Antiquaries of London.
- Membre de la British Academy.
- Membre de l'Ecclesiastical History Society.
- Membre du King's College de Londres.
- Commandeur de l'ordre de l'Empire britannique.